# Premio Barry per il miglior romanzo
Il premio Barry per il miglior romanzo (in inglese Best Novel), è una delle sei categorie in cui viene assegnato regolarmente, durante il premio letterario statunitense Barry Award  dal 1997 in omaggio al lavoro dell'anno prima di un autore del genere mistero negli Stati Uniti o in Canada, il quale è stato pubblicato in formato cartonato (rispetto alla categoria del miglior romanzo tascabile). Dal 2000 questa categoria è riservata ad autori statunitensi e canadesi, mentre i loro colleghi britannici, gli è stata dedicata Miglior romanzo poliziesco britannico (Best British Crime Novel) a una specifica categoria. Il maggior successo in questa categoria sono stati di Michael Connelly (1998 e 2003), Dennis Lehane (1999 e 2002) e Laura Lippman (2004 e 2008), che hanno vinto il premio due volte.

## Albo d'oro

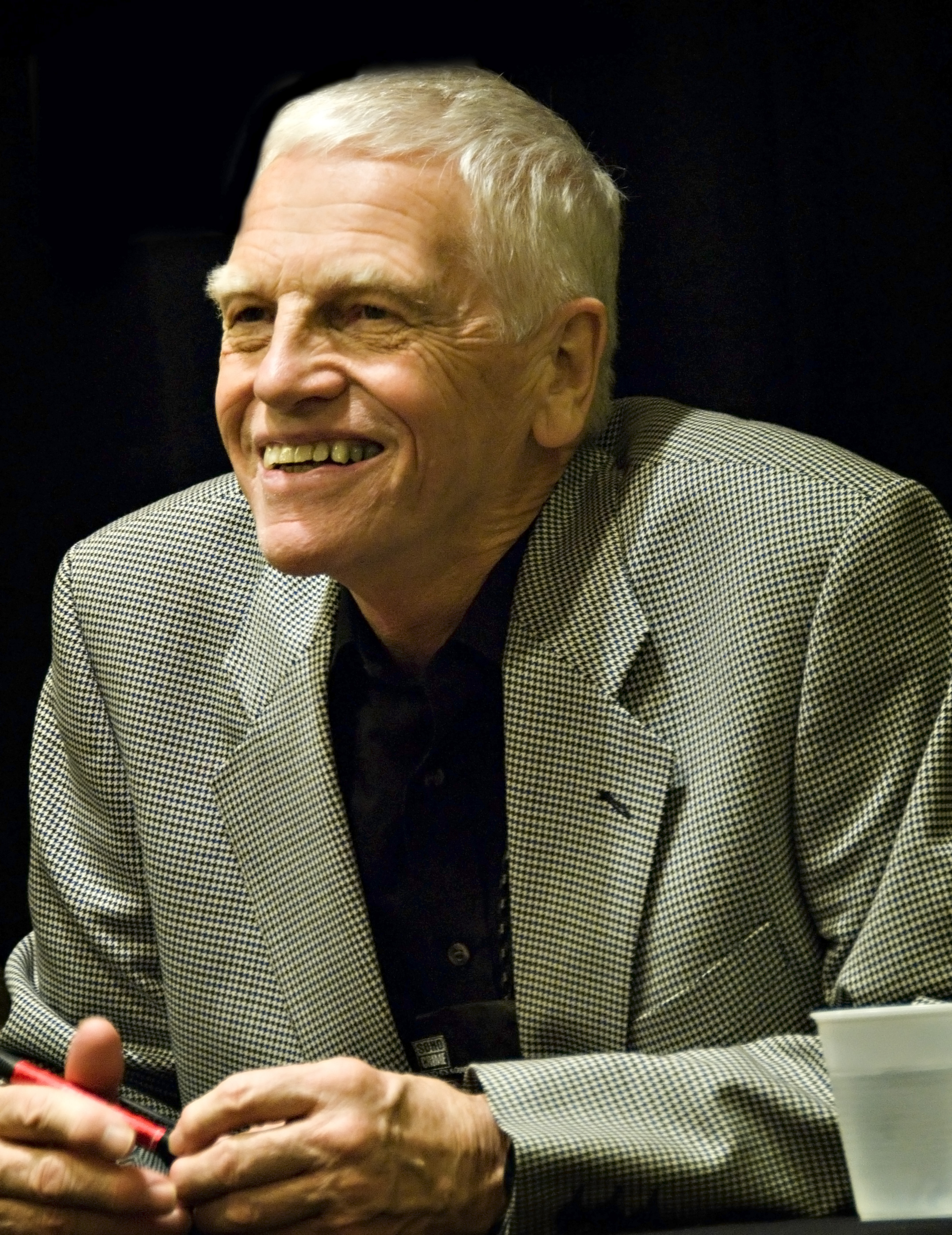
Peter Lovesey, Premio Barry per il miglior romanzo nel 1997

| Anno | Vincitore            | Titolo originale          | Titolo italiano                   |
| ---- | -------------------- | ------------------------- | --------------------------------- |
| 1997 | Peter Lovesey        | Bloodhounds               | Il signore dell'enigma            |
| 1998 | Michael Connelly     | Trunk Music               | Musica dura                       |
| 1999 | Reginald Hill        | On Beulah Height          | La collina di Beulah              |
| 1999 | Dennis Lehane        | Gone, Baby Gone           | La casa buia                      |
| 2000 | Peter Robinson       | In a dry Season           |                                   |
| 2001 | Nevada Barr          | Deep South                |                                   |
| 2002 | Dennis Lehane        | Mystic River              | La morte non dimentica            |
| 2003 | Michael Connelly     | City of Bones             | La città delle ossa               |
| 2004 | Laura Lippman        | Every Secret Thing        | Ogni cosa e' segreta              |
| 2005 | Lee Child            | The Enemy                 | Il nemico                         |
| 2006 | Thomas H. Cook       | Red Leaves                | Foglie rosse                      |
| 2007 | George Pelecanos     | The Night Gardener        | Il giardiniere notturno           |
| 2008 | Laura Lippman        | What the Dead Know        | I morti lo sanno                  |
| 2009 | Arnaldur Indriðason  | The Draining Lake         | Un corpo nel lago                 |
| 2010 | John Hart            | The Last Child            | Il rito del fuoco                 |
| 2011 | Steve Hamilton       | The Lock Artist           | Combinazione mortale              |
| 2012 | Jussi Adler-Olsen    | The Keeper of Lost Causes | La donna in gabbia                |
| 2013 | Peter May            | The Blackhouse            | L'isola dei cacciatori di uccelli |
| 2014 | William Kent Krueger | Ordinary Grace            | La natura della grazia            |
| 2015 | Greg Iles            | Natchez Burning           | L'affare Cage                     |
| 2016 | C. J. Box            | Badlands                  |                                   |
| 2017 | Louise Penny         | A Great Reckoning         |                                   |
| 2018 | Karen Dionne         | The Marsh King's Daughter | La casa del padre                 |
| 2019 | Lou Berney           | November Road             | November Road                     |
| 2020 | Jane Harper          | The Lost Man              | L'uomo perduto                    |
| 2021 | S. A. Cosby          | Blacktop Wasteland        | Deserto d'asfalto                 |
| 2022 | S. A. Cosby          | Razorblade Tears          |                                   |